# Centrophantes
Centrophantes é um gênero de aranhas da família Linyphiidae descrito em 1975.